# Three Pieces for Solo Cello (Waterhouse)
Three Pieces for Solo Cello ist eine Komposition für Violoncello solo in drei Sätzen von Graham Waterhouse, die dem Cellisten Siegfried Palm gewidmet ist und 1992 uraufgeführt wurde. Der Komponist, der selbst Cellist ist, nutzt die vielfältigen Möglichkeiten seines Instruments. 1996 gewann eine revidierte Version des Werkes einen Kompositionspreis des Münchener Tonkünstlerverbandes und wurde in der Hochschule für Musik München aufgeführt. Das Werk erschien im gleichen Jahr im Friedrich Hofmeister Musikverlag. 2001 spielte der Komponist es für eine Porträt-CD mit Kammermusik ein.

## Geschichte
Waterhouse komponierte das Werk nach seinem Cellokonzert  op. 27. Es wurde von Siegfried Palm inspiriert und nutzt die Möglichkeiten des Instruments in kammermusikalischem Rahmen. 1992 führte der Komponist es erstmals bei einem Workshop mit Palm im Haus Marteau in Lichtenberg auf. 1996 gewann eine revidierte Version den dritten Preis bei einem Kompositionswettbewerb des Münchener Tonkünstlerverbandes und wurde am 29. September 1996 im Rahmen der Preisverleihung in der Hochschule für Musik München aufgeführt. Im gleichen Jahr erschien das Werk im Friedrich Hofmeister Musikverlag, der die Dauer mit zehn Minuten angab.

## Sätze und Musik
1. Monologue (Moderato assai e risoluto)
2. Chase (Maestoso-Vivace)
3. Recitative (Adagio e rubato e molto espressivo)

Der Verleger fasst zusammen: „Der Komponist strebt an, in den Stücken die wichtigsten Möglichkeiten Instruments auszuschöpfen – sein großes Spektrum an Ausdrucksmöglichkeiten, seinen weiten Tonumfang und seine vielfältigen Klangfarben. Im zweiten Satz wird die Struktur durch sul ponticello bestimmt und im dritten Satz durch glockenartige pizzicati der linken Hand.“ Hans Krieger schreibt im Begleitheft zur CD: „Die existenzielle Tiefe dieses Ausdrucks wird am bewegendsten erfahrbar, wenn der Komponist mit „seinem“ Instrument, dem Violoncello, Zwiesprache hält. Die Three Pieces ... erreichen in ihrem rhapsodischen Gestus eine meditative Versenkungskraft ...“.

## Aufnahme
Das Werk wurde 2001 aufgenommen für eine Porträt-CD mit Kammermusik bei Cybele, gespielt vom Komponisten, zusammen mit Musik für Blockflöte, Klarinette und Klavier. Hubert Culot schrieb in seiner Besprechung: "... one of the most substantial pieces in this selection is the Three Pieces for Solo Cello Op.28 completed in 1996 and dedicated to Siegfried Palm. A short, vivacious and often whimsical Scherzo of considerable virtuosity is framed by two weightier, mostly slow and rhapsodic movements of great expressive strength exploiting the full expressive range of the cello."